# Мукачівський провулок (Київ)
Мукачівський провулок — зниклий провулок, що існував у Подільському районі міста Києва, місцевість Пріорка. Пролягав від Вишгородської вулиці до вулиці Валентини Радзимовської (на той час вулиця Брюсова).

## Історія
Виник у 1-й третині XX століття під назвою Вишгородська вулиця (бічна) або Вишгородський провулок, та як частина 705-ї Нової вулиці. Назву Мукачівський (на честь міста Мукачева) провулок набув 1953 року.
Ліквідований у зв'язку зі зміною забудови в 1-й половині 1980-х років.

## Пам'ятки історії
У будинку № 20/16, збудованому на початку XX століття, з 1905 по 1944 рік проживав український художник Фотій Красицький. На його фасаді 14 червня 1977 року встановлено бронзову меморіальну дошку. Будинок є пам'яткою історії місцевого значення. Нині будинок належить до вулиці Валентини Радзимовської.